# Персидское восстание
Персидское восстание — восстание персов против Мидии, возглавлявшееся Киром II, будущим основателем державы Ахеменидов.

## Предыстория
Если верить Геродоту, утверждавшему, то правление Кира II продлилось 29 лет, с 559 г. до н. э. (другие греческие писатели также относят вступление Кира на престол к началу первого года 55-й олимпиады, то есть к 560—559 гг. до н. э.).
Кир II стал вождём персидских оседлых племён, среди которых главенствующую роль играли пасаргады. Кроме них в союз входили также марафии и маспии. Все они находились в зависимости от мидийского царя. Центр тогдашнего Персидского государства располагался вокруг города Пасаргады, интенсивное строительство которого относится как раз к начальному периоду правления Кира II и который стал первой столицей Персидского государства. Жившие в городах и степях Персии киртии, марды, сагартии и некоторые другие кочевые племена, а также оседлые племена кармании, панфиалеи и деруши были покорены Киром II позднее, по-видимому, уже после войны с Мидией.Согласно армянскому национальному преданию, отразившемуся у Мовсеса Хоренаци, Мидийское царство было разгромлено армянским царем Тиграном в союзе с Киром II и при его помощи. Историческое зерно этого сообщения раскрывается при сопоставлении его с сообщением Ксенофонта, греческого историка V — первой половины IV вв. до н. э., содержащимся в его труде «Киропедия». Здесь Кир II и армянский царевич Тигран предстают в качестве друзей, а впоследствии Тигран с армянскими войсками принимает участие в походах Кира II.

## Начало восстания
В 553 году до н. э., согласно надписи Набонида (3-й год правления Набонида), Кир II выступил против мидийского царя Астиага. Геродот и Ктесий называют войну персов с мидянами восстанием, успех которого (особенно по Геродоту) в значительной мере был обусловлен существованием в Мидии партии, недовольной Астиагом, и изменой. Согласно Геродоту, причиной войны между двумя этими царствами послужил заговор знатного мидийца Гарпага, которому, как уже говорилось выше, Астиаг нанёс жестокую обиду. Он сумел привлечь на свою сторону многих знатных мидийцев, недовольных суровым правлением Астиага, а затем подговорил Кира II поднять восстание.
Падение Мидии, кроме недовольства и измены, было облегчено и династическим кризисом: по обоим доступным нам источникам, у Астиага не было наследника-сына. Ктесий называет наследником его зятя Спитаму, на которого, по-видимому, опиралась недовольная партия и против которого как будто и действовали мидийские приверженцы Кира II. Мидия пала не без борьбы; Ктесий даже говорит о наступлении и победах Астиага. Геродот, во всяком случае, признаёт его храбрость, дошедшую до вооружения стариков.

## Победа восставших
Греческие и вавилонские источники сходятся в том, что восстание Кира II против Мидии длилось три года. Хроника Набонида под 6-м годом (550 г. до н. э.) сообщает:

«Он (Астиаг) собрал своё войско и пошёл против Кира, царя Аншана, чтобы победить его. Но против Иштувегу (Астиага) взбунтовалось его войско и, взяв его в плен, выдало Киру. Кир пошёл в Экбатану, его столицу. Серебро, золота, сокровища всякого рода страны Экбатаны они разграбили, и он унёс это в Аншан…».
Таким образом, ясно, что война Астиага с Киром II длилась три года и окончилась в пользу персов только благодаря измене, причём Астиаг находился в наступлении.
Где произошла последняя битва и прав ли Ктесий, помещающий её у самых Пасаргад (якобы этот город был основан на том месте, где персы разбили мидийцев), мы не осведомлены. Ктесий ссылается при этом на персидское предание, возводившее к Киру II и к этой войне установление, чтобы каждый царь при каждом посещении Пасаргад давал всем женщинам города по золотой монете, якобы в вечную благодарность за то, что благодаря их вмешательству была одержана победа, решившая исход кампании и судьбу Персии. Якобы персы, пристыженные своими жёнами и матерями, стали сражаться решительнее.
Такой обычай, кажется, действительно существовал, говорят, что Александр Великий ему последовал. Но он мог иметь и другое происхождение: у многих народов обычаям, происхождение которых было забыто, придумывалось объяснение, связанное с известными историческими или мифологическими персонажами.

## Последствия
Кир II захватил мидийскую столицу Экбатану и объявил себя царём как Персии, так и Мидии, приняв при этом официальный титул мидийских царей. С захваченным в плен Астиагом Кир II обошёлся милостиво и даже, если верить Ктесию, назначил его наместником Паркании (возможно, Гиркании) и женился на его дочери (здесь уже Кир II, получается, был не сыном дочери Астиага, а её мужем). Из близких Астиагу лиц, по словам того же Ктесия, пострадал только Спитама, как законный наследник и опасный конкурент Кира II, во всём же остальном переворот был лишь переменой династии.
Мидия и мидяне и при Ахеменидах не были унижены и считались равноправными с персами. Экбатана продолжала сохранять значение столицы, деля эту роль с Персеполем, Пасаргадами и Сузами. Здесь царь проводил летнее время. Всё это обусловило в глазах окрестных народов взгляд на Персию как на продолжение Мидии. Надо отметить, что законность правления Кира II в Мидии подтверждалась его кровными связями с Астиагом, о которых, кроме Геродота, упоминают и другие историки (Юстин, Ксенофонт, Элиан). У мидян персы заимствовали систему государственного управления, во многом восходящую ещё к ассирийской.
Покорив Мидию, Кир II в течение следующих двух лет (550—548 гг. до н. э.) захватил страны, входившие ранее в состав бывшей Мидийской державы: Парфию и, вероятно, Армению. Гиркания, видимо, подчинилась персам добровольно. В те же годы персы захватили всю территорию Элама. Покоряя просторы Мидийской державы, Кир II преодолевал сопротивление её населения. Хотя не один источник не говорит об этом, но глухое упоминание связанное с этим можно, например, услышать у Ксенофонта.